# Craseonycteris thonglongyai
Craseonycteris thonglongyai (tên tiếng Anh: bumblebee bat) là một loài dơi xuất hiện tại miền tây Thái Lan và đông nam Myanmar, cư ngụ trong các hang đá vôi dọc những dòng sông. Đây cũng là thành viên duy nhất còn tồn tại của họ Craseonycteridae.

## Mô tả

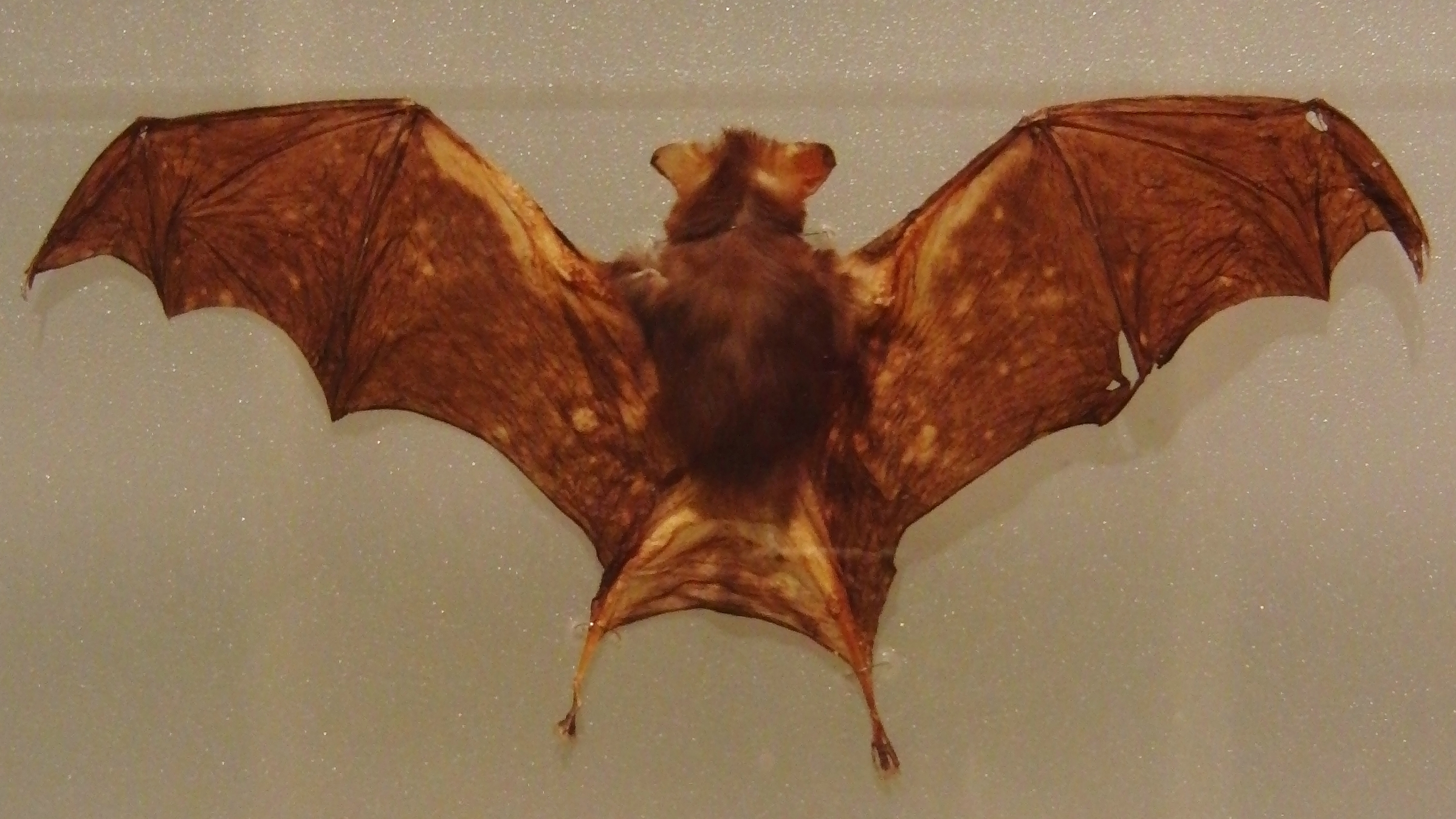
Mẫu vật tại Bảo tàng Tự nhiên và Khoa học Quốc gia, Tokyo, Nhật Bản.

C. thonglongyai dài chừng 29 đến 33 mm (1,1 đến 1,3 in) và có khối lượng khoảng 2 g (0,071 oz). Nó là loài dơi nhỏ nhất và là một trong những động vật hữu nhũ nhỏ nhất thế giới. Chỉ có vài loài chuột chù nhỏ là có thể so sánh, Suncus etruscus nhẹ hơn với cân nặng 1,2 đến 2,7 g (0,042 đến 0,095 oz) nhưng lại dài hơn, 36 đến 53 mm (1,4 đến 2,1 in) từ đầu tới gốc đuôi.